# ديمتري لاتشينوف
ديمتري لاتشينوف (بالروسية: Лачинов, Дмитрий Александрович)‏ (و. 1842 – 1902 م) هو فيزيائي، ومهندس، وعالم أرصاد جوية من الإمبراطورية الروسية .
توفي في سانت بطرسبرغ ، عن عمر يناهز 60 عاماً.

## التعليم
تعلم في جامعة سانت بطرسبورغ الحكومية

## جوائز
حصل على جوائز منها:
- وسام القديس ستانيسلاوس من الدرجة الثانية  [لغات أخرى]‏.